# Пологи (Тверская область)
Пологи — опустевшая деревня в Молоковском районе Тверской области.

## География
Находится в восточной части Тверской области на расстоянии приблизительно 10 км по прямой на юг-юго-запад от районного центра поселка Молоково

## История
Деревня была отмечена еще на карте 1825 года. В 1859 году здесь (деревня Бежецкого уезда Тверской губернии) было учтено 8 дворов. До 2021 года входила в Обросовское сельское поселение до его упразднения.

## Население
Численность населения: 48 человек (1859 год), 0 как в 2002 году, так и в 2010.